# Заскельне
Заске́льна (Заскальная) — група палеолітичних стоянок на сході Криму, Білогірський район.
Заскельна VI — одна з десяти стоянок неандертальців, розкопаних ІО. Г. Колосовим у 1969—1985 pp. у гротах Червоної балки біля мальовничої скелі Ак-Кая поблизу м. Білогорськ в Україні. Пам'ятка має шість культурних шарів епохи мустьє, перекритих брилами зруйнованого козирка гроту. Знайдені кістки свідчать, що мешканні гроту полювали на мамонтів, бізонів, диких коней та віслюків, гігантських та північних оленів, сайгаків. У третьому шарі стоянки виявлені розрізнені кістки кількох дітей та підлітків неандертальців, частина з яких, можливо, являла собою рештки зруйнованого колективного поховання.
Культурні горизонти пам'ятки містять велику кількість виробів з кременю. Лише у другому шарі знайдено більш як 3000 знарядь, не рахуючи тисяч відщепів. Серед нуклеусів переважали протопризматичиі, дископодібні. У великій кількості представлені двобічно оброблені гостроконечники, скребла, а також ножі зі спинкою, характерні для так званої ак-кайської культури середнього палеоліту Криму.
Знахідки в Заскельній VI відносять до культури Мустьє.